# Harlem Shuffle
"Harlem Shuffle" er en R&B-sang, der originalt blev skrevet og indspillet af duoen Bob & Earl i 1963, og derefter blev der lavet en coverversion af Booker T. & the M.G.'s, ligesom The Rolling Stones gjorde det i 1986.  
Den originale single, fik en 44. plads på Billboard Hot 100 chart og en plads 36. på Cash Box chart. Imidlertid var pladen meget mere succesfuld ved dens engelske udgivelse i 1969, hvor den kom på Top 10. I 2003 blev Bob & Earl original version af sangen stemt ind på en plads 23. af musikanmelderne fra The Daily Telegraph på deres liste over de 500 bedste duet overhovedet.
The Rolling Stones' coverversion optrådte på deres album Dirty Work, og blev nummer 5. på Billboard Hot 100 chart, og nummer 13. på den engelske.  Keith Richards havde ledt efter mulige sange til at være på dette album, og havde arbejdet på sange sammen med Ron Wood og Womack, mens de ventede på at Jagger skulle vende tilbage til studiet i Paris, efter endt promovering af sit soloalbum. Til Richards overraskelse kunne Jagger lide sangen, og lagde hurtig sin sang ind. Den blev det første covernummer The Stones havde udgivet som første single fra et nyt studiealbum siden 1964. sangen starter med:
| Citat | You move it to the left and you go for yourself You move it to the right yeah if it takes all night now take it kinda slow with a whole lot of soul. | Citat |
|       | |       |

Musikerne på sangen var. Jagger der sang, mens Richards og Wood spillede elektriske guitarer. Bass og trommer blev henholdsvis spillet af Bill Wyman og Charlie Watts. Orgel og synthesizer blev spillet af Chuck Leavell & Ivan Neville. Koret på nummeret bestod af Bobby Womack, Mick Jagger, Keith Richards, Don Covay, Ivan Neville og Tom Waits.

## Eksterne kilder og henvisninger
- Officiel tekst
- Se The Rolling Stones ”Harlem Shuffle”
- Tekst og info om ”Harlem Shuffle”
- facts om “Harlem Shuffle”

### Fodnote
1. ↑  50 best duets ever – Telegraph
2. ↑  Harlem Shuffle – Lyrics